# Майнинген
Майнинген (на немски: Meiningen) е град в германската провинция Тюрингия. Градът е разположен в долината на река Вера (Werra) в южната част на Тюрингия на границата с Бавария. Майнинген е известен с театъра си и фабриката си за парни локомотиви.

## История
Майнинген за първи път се споменава официално през 982 г., като град е споменат през 1234 г. През 1008 г. император Хайнрих II дарява селището на епископство Вюрцбург, под чието управление е до 1542 г. Тогава преминава във владение на фамилията Хенеберг, а от 1583 г. — на Ернестинските херцогства. В периода 1680 - 1918 г. Майнинген е столица на херцогството Закс-Майнинген.

## Побратимени градове
- Hой Улм, Германия от 1988 г.
- Бюcи Сен Жорж, Франция от 2006 г.
- Обертcхаузен, Германия от 2007 г.
- Майнинген, Австрия от 2012 г.

## Галерия
- Градската църква, посветена на Дева Мария
- Стара къща
- Замъкът Елизабетенбург
- Градският театър